# Fèlix de Nantes
Fèlix de Nantes (Bourges o Loira Atlàntic, 512 - Nantes, Loira Atlàntic, País del Loira, 6 de gener de 584) fou bisbe de Nantes. És venerat com a sant per diverses confessions cristianes.
Fèlix havia nascut en una família noble d'Aquitània, potser a Bourges o a la costa prop de Bretanya. Ben educat, va destacar per la seva virtut i eloqüència, i pel seu coneixement del grec; poeta i orador, Venanci Fortunat diu que havia escrit un panegíric en vers dedicat a la reina Radegunda. Casat, fou cridat per succeir Evemer, el bisbe de Nantes al final de 549, quan tenia 37 anys.
Va reformar la disciplina de la diòcesi i assistí als concilis de París (557 i 573) i Tours (566). Molt caritatiu, va treballar per resoldre les necessitats dels més pobres. Portà a terme el projecte del bisbe anterior i edificà una catedral dintre els murs de la ciutat: Venanci Fortunat en diu que tenia tres naus amb una cúpula al transsepte, i decorada amb mosaics i escultures.
Va intercedir per acabar amb alguns conflictes provocats per les lluites entre Guerec I i II, comtes britons de Vannes, i les autoritats de la Bretanya i Khilperic I. El bisbe va morir el 584, als 70 anys.